# 羅斯·費舍
羅斯·費舍 （Ross Fisher，1980年11月22日—）是一位英格蘭職業高爾夫球運動員。於2006年開始參加PGA歐洲巡迴賽。迄今為止，他已經贏得了兩項高爾夫球賽事冠軍，且皆是來自於PGA歐洲巡迴賽，分別是2007年的KLM公開賽和2008年的歐洲公開賽。

## 外部連結
- PGA歐巡賽網頁上的介紹